# Vithalsad monark
Vithalsad monark (Carterornis pileatus) är en fågel i familjen monarker inom ordningen tättingar.

## Utbredning och systematik
Vithalsad monark förekommer i norra Moluckerna och delas upp i två underarter med följande utbredning:
- C. p. buruensis – Buru
- C. p. pileatus – Halmahera

## Status och hot
Arten har ett stort utbredningsområde, men tros minska i antal, dock inte tillräckligt kraftigt för att den ska betraktas som hotad. Internationella naturvårdsunionen IUCN listar arten som livskraftig (LC).